# Halysidota tucumanicola
Halysidota tucumanicola är en fjärilsart som beskrevs av Embrik Strand 1919. Halysidota tucumanicola ingår i släktet Halysidota och familjen björnspinnare. Inga underarter finns listade i Catalogue of Life.